# Goldzeisig

Der Goldzeisig (Spinus tristis, Syn.: Carduelis tristes) ist eine nordamerikanische Vogelart aus der Unterfamilie der Stieglitzartigen (Carduelinae). Das Verbreitungsgebiet dieses Zugvogels erstreckt sich während der Brutzeit von Südkanada bis nach North Carolina. Während des Winters sind die Goldzeisige von Mexiko bis an die Südgrenze Kanadas zu finden.
Goldzeisige sind die einzigen Finken ihrer Unterfamilie, bei denen die Männchen ein jahreszeitlich stark unterschiedliches Gefieder aufweisen: Das Körpergefieder des Männchens ist während des Sommers leuchtend gelb und im Winter ein gedeckter olivbrauner Ton. Weibchen dagegen weisen das gesamte Jahr über ein gedecktes gelbbraunes Gefieders auf, das während des Sommers etwas kontrastreicher wirkt als im Winter.
Der Goldzeisig ist ein Samenfresser. Ähnlich wie der Distelfink weist auch der Goldzeisig Merkmale auf, die ihn an ein solches Leben gut anpassen. Mit seinem konisch geformten Schnabel fällt es ihm leicht, Samen aus Samenkapseln herauszupicken. Seine Füße sind wendig genug, um sich an den Pflanzenstängel samentragender Einjähriger, Stauden und Sträucher festzuhalten. Der Goldzeisig lebt sozial. Nur während der Brutzeit verteidigt er gelegentlich die unmittelbare Umgebung um sein Nest. Außerhalb der Brutzeit ist er häufig in großen Schwärmen zu beobachten. Der Beginn der Brutzeit ist abhängig vom Nahrungsangebot. Häufig beginnt sie erst im späten Juli, was für eine Finkenart in diesem Verbreitungsgebiet ungewöhnlich spät ist. Goldzeisige sind grundsätzlich monogam und ziehen eine Brut pro Jahr hoch.
Goldzeisige zählen zu den Vögeln, die von der Nähe zum Menschen profitieren. Da diese Art bevorzugt in offenen Lebensräumen lebt, profitierte er durch die verstärkte Abholzung von Wäldern der letzten Jahrzehnte, die seinen Lebensraum vergrößert hat. In Vororten und Stadtteilen mit einem Netz an Grünflächen profitiert der Goldzeisig von der Vogelfütterung durch Menschen.

## Erscheinungsbild des Goldzeisig

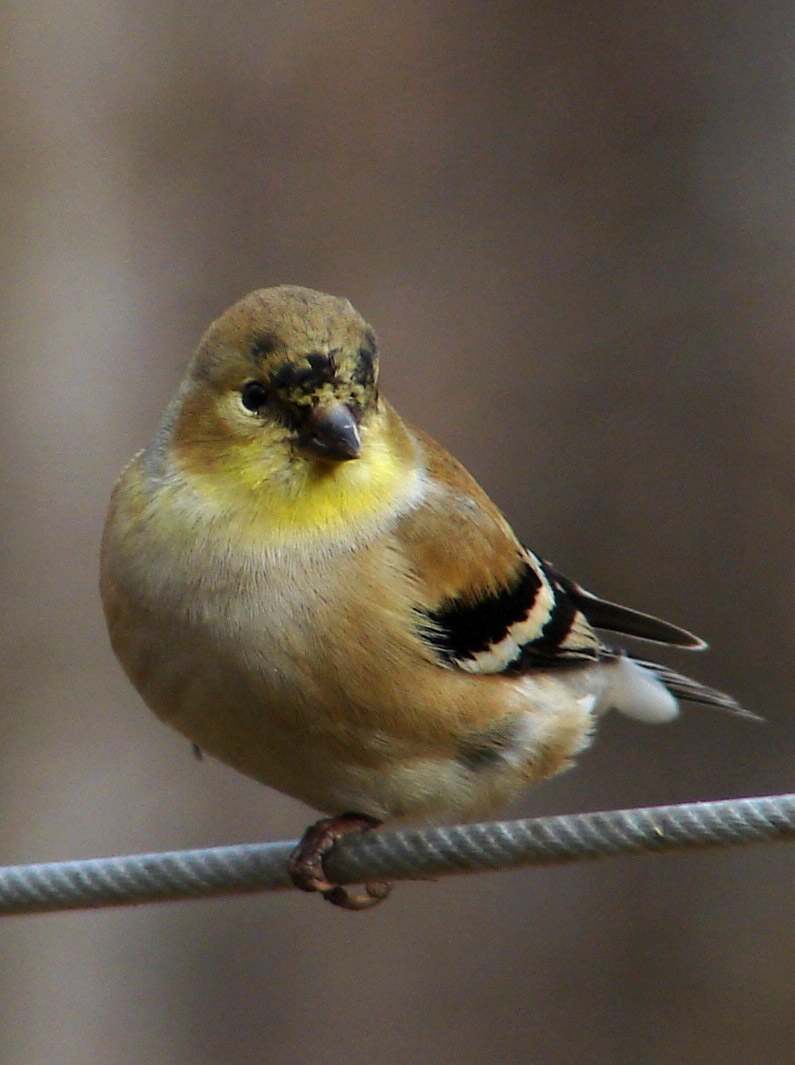
Männlicher Goldzeisig im Schlichtkleid

Der Goldzeisig ist eine kleine Finkenart. Seine Körperlänge beträgt elf bis dreizehn Zentimeter; die Flügelspannbreite dagegen neunzehn bis zweiundzwanzig Zentimeter. Der Vogel wiegt zwischen elf und zwanzig Gramm.
Das Prachtkleid des Männchens ist hellgelb mit schwarzer Kappe, weißem Bürzel und Steiß, schwarzen Flügeln mit weißen Binden und einem schwarzen Schwanz mit weißen Rand.
Das Schlichtkleid des Männchens und das Gefieder des Weibchens sind oberseits bräunlich oliv und unterseits hellgelb gefärbt. Der Schnabel ist klein, schmal und weist während der meisten Zeit des Jahres eine kräftige Rosafärbung auf. Im Frühjahr, wenn beide Geschlechter die Mauser durchlaufen, ist der Schnabel dagegen von einem leuchtenden Orange. Form und Größe des Schnabels sind Ergebnis einer Anpassung an die Ernährungsweise des Goldzeisigs. Mit ihm fällt es dem Goldzeisig einfach, an Samen in den Blütenköpfen von Disteln zu gelangen oder Kerne aus der Blumenscheiben von Sonnenblumen zu picken.
Goldzeisige durchlaufen sowohl im Frühjahr als auch im Herbst eine Mauser. Der Geschlechtsdimorphismus des Gefieders ist besonders nach der Frühjahrsmauser sehr auffällig.

## Vorkommen
Der Goldzeisig bevorzugt Bäume in offenen Landschaften, besonders in Obstgärten und entlang von Straßen. Er brütet vom südlichen Kanada von British Columbia bis Neufundland und in den meisten Teilen der USA. Im Winter zieht der Vogel eine kurze Strecke südlich.

## Verhalten
Der Goldzeisig ernährt sich von Samen von Unkraut und Disteln. Im Winter finden sich größere Schwärme zusammen.

## Fortpflanzung
Der Goldzeisig brütet erst Ende Juni bis Anfang Juli. Das schalenförmige Nest aus Pflanzenmaterial wird in der Astgabel eines Baumes gebaut. Das Weibchen brütet alleine zwei bis sieben bläulich-weiße Eier aus. Eine zweite Brut folgt, sobald die Jungvögel der ersten Brut das Nest verlassen. Die noch nicht selbständigen Jungen werden von Männchen weitere 14 Tage gefüttert. In dieser Zeit versorgt er auch das bereits wieder brütende Weibchen im Nest.

## Unterarten
Es sind vier Unterarten bekannt:
- S. t. pallida Mearns, 1890[5] – Diese Unterart kommt im südlichen zentralen Kanada, sowie im zentralen und westlich zentralen Gebiet der USA vor.
- S. t. jewetti van Rossem, 1943[6] – Diese Subspezies kommt im Südwesten Kanada und dem Nordwesten der USA vor.
- S. t. salicamans Grinnell, 1897[7] – Das Verbreitungsgebiet dieser Unterart erstreckt sich über den Südwesten der USA in den Nordwesten Mexikos.
- S. t. tristis (Linnaeus, 1758)[8] – Die Nominatform kommt im Südosten Kanadas, sowie dem zentralen und östlichen Teil der USA vor.

## Sonstiges
Der Goldzeisig ist der Staatsvogel von Iowa, New Jersey und Washington.